# Nisekoi
Nisekoi : Amours, mensonges et yakuzas (ニセコイ, Nisekoi, litt. Faux amour) est un manga écrit et dessiné par Naoshi Komi. Il est prépublié entre novembre 2011 et août 2016 dans le magazine Weekly Shōnen Jump de l'éditeur Shūeisha, et est compilé en vingt-cinq tomes. La version française est éditée par Kazé depuis septembre 2013.
Une adaptation en série télévisée d'animation produite par le studio Shaft est diffusée entre janvier et mai 2014. Une seconde saison est diffusée entre avril et juin 2015. La série est diffusée dans les pays francophones en streaming sur Anime Digital Network et à la télévision sur Mangas, et éditée en DVD et Blu-ray par Kazé.
Une adaptation en film live est sortie en décembre 2018.

## Synopsis
Nisekoi suit l'histoire du lycéen Raku Ichijô, fils du chef des yakuzas Shuei-Gumi, et Chitoge Kirisaki, la fille d'un patron d'un gang rival connu sous le nom de Bee Hive. Ils se rencontrent de façon inattendue lorsque Chitoge saute un mur et frappe Raku au visage. Après qu'elle s'enfuit, Raku se rend compte qu'il a perdu son pendentif qui lui a été donné par son amour d'enfance avec qui il a fait une promesse secrète. Après avoir découvert que Chitoge est une nouvelle étudiante transférée dans sa classe, il l'oblige à l'aider à rechercher le pendentif. Lors de cette recherche, ils commencent à se détester l'un l'autre.
En rentrant chez lui, Raku apprend que les dirigeants respectifs du Shuei-Gumi et du Bee Hive sont convenus de régler leur querelle en associant leurs enfants. Raku apprend que sa petite amie en devenir n'est autre que Chitoge. Pour les trois prochaines années, ils doivent faire semblant d'être dans une relation afin de maintenir la paix entre les gangs. Cela s'avère être une tâche assez difficile, pas seulement à cause de leur haine pour l'autre mais parce que Raku est amoureux d'une autre camarade de classe Kosaki Onodera et il espère secrètement que c'est la fille portant la clé de son pendentif. Divers développements compliquent la situation, notamment Claude, le garde du corps de Chitoge , une tueuse à gages, une jeune fille qui prétend être la fiancée de Raku, ainsi que l'existence de plusieurs clés.

## Personnages
- Raku Ichijô (一条 楽, Ichijō Raku?)

Il s'agit du héros principal de l'histoire. De nature timide et romantique, il possède un pendentif en forme de serrure dont la clé qui l'ouvre appartient à son premier amour, une fille à qui il a fait la promesse de se marier dix ans plus tôt. Il est aussi le fils d'un chef de file de la faction Yakuza et se voit obligé pour les trois prochaines années de sortir avec Chitoge Kirisaki, la fille de gangsters pour éviter une guerre entre les deux factions. Au début de l'histoire, amoureux de Kosaki Onodera et ne pouvant pas supporter Kirisaki à cause de son comportement violent, il parvient quand même à ne pas la détester, puis tombe amoureux de celle-ci plus tard.
- Chitoge Kirisaki (桐崎 千棘, Kirisaki Chitoge?)

Chitoge est la fille du chef des gangsters, elle se voit contrainte de faire semblant de sortir avec Raku Ichijô pour éviter une guerre de clans. Son comportement à l'égard de Raku est tout d'abord violent puisqu'elle n'hésite pas une seconde à le frapper mais devient au fil du temps plus douce envers lui malgré le fait qu'elle le traite tout le temps de "germe de haricot" à cause de son physique chétif. Ses sentiments pour Raku vont évoluer lentement, tout d'abord le considérant même pas comme un homme, elle va peu à peu commencer à l'apprécier du fait qu'il va être toujours là quand elle aura besoin de quelqu'un allant même jusqu'à tomber amoureuse de lui et essayer d'attirer son attention pour lui plaire. Considérée comme hautaine à son arrivée par les autres camarades de sa classe, elle n'arrive pas à s'y intégrer et c'est Raku qui va l'y aider lors d'un cours de cuisine où il l'aidera à préparer un gâteau et le mangera malgré son aspect peu ragoûtant. Moitié américaine moitié japonaise, sa première rencontre avec le héros ne se fait pas dans les meilleures conditions puisqu'elle saute le mur d'enceinte du lycée et lui met un coup de genou dans la figure. Elle porte dans les cheveux un ruban rouge que sa mère, une femme d'affaires millionnaire absente la plupart du temps de la maison, lui a acheté quand elle était enfant. Elle apprendra plus tard que c'est grâce à Raku qu'elle a commencé à porter ce ruban. Elle possède une clé que son amour d'enfance lui a offert mais elle ne se rappelle pas qui il est ni les détails qui accompagnent cette clé puisque c'est son amie Tsugumi qui lui rappelle cet épisode de son enfance.
- Kosaki Onodera (小野寺 小咲, Onodera Kosaki?)

Kosaki est une camarade de classe de Raku Ichijô depuis plusieurs années. Secrètement amoureuse de ce dernier, elle n'ose pas lui avouer ces sentiments par timidité et aussi gênée du fait qu'il a une « relation » avec Chitoge Kirisaki. De nature généreuse et sincère, elle s'occupe de Raku lorsqu'il a des problèmes et le croit la plupart du temps sur parole lors des situations de quiproquo. Elle possède elle aussi une clé qui peut potentiellement ouvrir le pendentif de Raku mais n'en a pas encore eu l'occasion. Elle est souvent aidée par son amie Ruri qui la met dans des situations inconfortable vis-à-vis de Raku. Kosaki a une petite sœur d'un an sa cadette nommée Haru Onodera et qui, à l'inverse de Ruri, empêche tout rapprochement de Raku envers elle. Kosaki est une amie de Raku, étant amoureux de l'autre, n'arrivent pas à avouer leurs sentiments. Elle se doute des sentiments qu'a Raku envers Chitoge. Raku compare beaucoup Chitoge à Kosaki.
- Shū Maiko (舞子 集, Maiko Shū?)

C'est l'ami de Raku. Il se cache derrière une expression joyeuse et un sourire tout au long de l'histoire et joue parfois les entremetteurs pour Raku. Malgré ses airs pervers et ses plans pour séduire les filles il n'a pas l'air d'avoir de véritables sentiments amoureux pour une personne en particulier jusqu'à relativement tard dans l'histoire (chapitre 83) où il en pince pour Kyoko mais qui se marie bientôt et quitte l'école. Bien qu'il se dise jaloux de Raku, il n'en parait pas non plus rancunier à son égard et entretient même avec lui d'excellentes relations, ils ne seront opposés qu'une fois, ce sera pour un marathon avec à la clé pour le vainqueur un bisou de la fille de son choix. Au fur et à mesure de l'histoire il se rapprochera de Ruri. Il s'entend bien avec l’arrière-grand-père de cette dernière, Yoshizou Miyamoto.
- Claude (クロード, Kurōdo?)

Claude travaille pour le compte du père de Chitoge Kirisaki et est donc un gangster. Il s'occupe d'elle quand elle est chez elle. Il est la seule personne à ne pas être du tout convaincu par la relation amoureuse de Chitoge et Raku, il envoie d'ailleurs régulièrement Seishirô Tsugumi en mission pour démasquer cette supercherie après que lui-même les ai surveillé au début de l'histoire.
- Ruri Miyamoto (宮本 るり, Miyamoto Ruri?)

Ruri est l'amie de Kosaki mais elle joue aussi l'entremetteuse entre cette dernière et Raku. Elle apparaît la plupart du temps dans l'histoire avec son même visage inexpressif et atone et semble en aucun cas attiré par Raku. Malgré son comportement placide, elle semble futée puisqu'elle devine facilement les sentiments de Kosaki pour Raku et inversement. Elle profite de chaque situation pour faire évoluer la relation entre ces deux-là avec plus ou moins de succès. Ruri est d'une certaine manière l'antithèse de son amie Kosaki, elle est cynique et s'agace souvent de sa naïveté et de sa timidité. Elle possède une relation assez étrange avec Shu dont elle paraît totalement indifférente et même violente aux premiers abords, mais dans un des derniers chapitres sortit, elle se rend compte qu'elle est tombée amoureuse de lui. Son grand père, Yoshizo Miyamoto, a la même personnalité "perverse" que Maiko (chapitre 113). On apprend également dans ce chapitre qu'elle vient d'une famille riche, à l'instar de Chitoge et de Marika.
- Seishirô Tsugumi (鶫 誠士郎, Tsugumi Seishirō?)

Seishirô Tsugumi est la garde du corps de Chitoge Kirisaki, elle est connue aussi sous le nom de Black Tiger. Elle est introduite dans la classe à la demande de Claude qui lui demande de surveiller Chitoge mais aussi de s'occuper du cas de Raku qu'elle doit éloigner de Chitoge. Au début prise pour un garçon par tout le monde à cause de l'uniforme masculin qu'elle porte et son prénom, c'est Chitoge qui révélera sa vraie nature à toute la classe en même temps que Raku le découvrira par lui-même après un duel contre elle où il l'aidera à sortir de la piscine. Mal à l'aise avec son corps de femme et en particulier son tour de poitrine pour qui les autres filles ont un pincement de jalousie et d'admiration, elle nourrit des sentiments qu'elle se dément à elle-même envers Raku qui est le premier garçon à la complimenter sur son physique notamment en lui faisant remarquer qu'elle est mignonne habillée en fille. À la demande de Claude qui la prend pour un garçon depuis dix ans, elle effectue des missions dont le but des de désavouer la relation de Raku et Chitoge mais qui ont souvent comme résultat une progression de ses sentiments envers Raku.
- Marika Tachibana (橘 万里花, Tachibana Marika?)

Marika est la troisième détentrice d'une clé et est persuadée que c'est à elle que Raku a fait la promesse de se marier quand il serait grand. Elle a avoué être la fiancée de ce dernier lors de son arrivée dans son lycée, statut venant de la promesse de leurs pères. Elle est la fille du commissaire de police et donc à ce titre se voit quelquefois accompagné de policiers pour assurer sa protection. Marika est celle qui cache le moins ses sentiments envers Raku et qui rend jalouse les autres filles notamment Chitoge qui est sa petite-amie "officielle". D'une certaine manière, Raku se trouve souvent gêné par sa présence envahissante qui verse le plus souvent dans l'excès à son égard comme pourrait le démontrer le chapitre de la Saint-Valentin où à défaut de lui offrir un bonbon ou un gâteau au chocolat, Marika va lui sculpter une statue en chocolat à son effigie. Marika a pour particularité d'avoir une santé extrêmement fragile, ce qui plus petite lui a permis de rencontrer Raku. Au fil de l'histoire (notamment lors de l'amnésie partielle de Raku et de la venue de son amie, Mikage Shinohara), on remarque qu'elle cache un secret qui, sans aucun doute, est lié à la vérité sur les clefs.
- Haru Onodera (小野寺 春, Onodera Haru?)

Haru est la petite sœur de Kosaki âgée d'une année de moins qu'elle. Elle déteste Raku dont elle pense qu'il utilise ses influences de Yakuza pour dominer l'école. Lors de leur première rencontre à l'école un coup de vent soulèvera sa jupe et Raku verra sa culotte ce qui va accentuer sa haine à son égard. Haru ressemble énormément à sa sœur. Elle entre dans la même école que sa sœur, le jour de la rentrée se fait sauver par Raku avant de s'évanouir mais ne se souvient plus du visage de son sauveur qu'elle idéalise et en tombe amoureuse sans se douter qu'il s'agit de Raku. Au fur et à mesure de l'histoire elle commencera à apprécier Raku par sa gentillesse envers elle et découvrira qu'ils ont énormément de points communs (notamment leur passion pour la pâtisserie japonaise). Elle a pour particularité d'être totalement nulle en orientation ce qui l'a fait se perdre très souvent mais Raku la retrouve toujours. Au départ, elle s'oppose totalement à un rapprochement de Raku vers sa grande sœur mais après avoir commencé à le connaître et développer des débuts de sentiments pour lui, elle va les aider à faire avancer les choses entre eux ce qui lui permettra d'abandonner elle-même Raku et de revenir à la raison.
- Paula McCoy (ポーラ・マッコイ, Pōra Makkoi?)

Aussi connue sous le nom de « Croc Blanc », elle fut autrefois la coéquipière et la rivale de Tsugumi lors des missions orchestrées par les Bee Hive. Elle est dans la même classe que la sœur de Kosaki Onodera, Haru. À la suite de sa rencontre avec Tsugumi au Japon, elle la jugera trop faible du fait qu'elle a perdu ces crocs en se faisant des amis. En plus de ses talents de tueuse à gages reconnues et son caractère associable, elle est mauvaise en cours, elle n'aime pas les carottes et ne sait ni nager ni faire du vélo (sauf lorsqu'elle a les deux roues arrière). Mais surtout, c'est une grande phobique des piqûres. Elle va aider Tsugumi à se rapprocher de Raku.
- Hana Kirisaki (桐崎 華, Kirisaki Hana?)

Elle est la mère de Kirisaki. C'est une femme d'affaires très influente et connue dans le monde entier de par ces talents de gestionnaire d'entreprise hors pair. C'est une bosseuse acharnée qui n'a pas une minute pour elle, ce qui la rend difficilement présente dans la vie de sa fille. On l'a surnomme, notamment les membres du Gang des Beehive, Mme Flower du fait de son prénom ("hana" veut dire fleur). Comme sa fille, elle a un fort caractère et a du mal à exprimer ses sentiments. C'est elle qui a offert le ruban que porte Chitoge lorsqu'elle était jeune, à la suite de l'un de ces caprices pour plaire à son ami d'enfance, Raku.
- Yui Kanakura (奏倉 羽, Kanakura Yui?)

Yui est une amie d'enfance de Raku et la présidente de la mafia Char Siu. Elle est revenue au Japon après avoir passé plusieurs années à l'étranger. Elle a déjà rencontré Kosaki, Chitoge et Marika durant son enfance avec Raku. Elle possède également une clé qui pourrait aussi ouvrir le médaillon de Raku. Peu après son arrivée au Japon, elle devient le nouveau professeur principal de la bande, remplaçant Kyoko partie à cause de son mariage, et s'installe chez Raku. Il s'avère qu'elle est amoureuse de Raku, ce qui sera le déclencheur d'une compétition entre les 3 autres prétendantes pour obtenir l'amour de Raku.
- Mimiko Kiki (喜喜 美々子, Kiki Mimiko?)

Membre du club de journalisme de l'école et toujours à l'affut du moindre scoop. Elle porte des grosses lunettes, a des cheveux rouges, des yeux orange et trimbale toujours avec elle son bloc-notes et son appareil photo. Son club lui demande de rencontrer Raku et Chitoge pour une interview sur leur pièce de théâtre. Quand elle les rencontre, elle préfère parler de leur prétendue relation et n'hésite pas à émettre des doutes.

## Analyse de l’œuvre

### Réception
En novembre 2012, le tirage total des quatre premiers volumes s'élevait à 1 000 000 d'exemplaires. Sur l'année 2013, la série se classe 30e des meilleures ventes de manga au Japon avec 1 542 417 exemplaires vendus.

## Manga
À partir d'un one shot publié début 2011 dans le magazine Shōnen Jump NEXT!, une série a été créée par Naoshi Komi et est publiée dans le magazine Weekly Shōnen Jump de l'éditeur Shūeisha depuis le 7 novembre 2011. Le premier volume relié est sorti le 2 mai 2012. Le dernier chapitre est publié le 8 août 2016 dans le magazine, et la série est compilée en un total de vingt-cinq tomes. Le manga est également publié en Amérique du Nord dans le magazine numérique Weekly Shōnen Jump Alpha depuis novembre 2012 et est licenciée par VIZ Media. La série est éditée en version française par Kazé et à Taïwan par Tong Li Publishing.
Deux crossovers ont été publiés dans le magazine Weekly Shōnen Jump :
- entre Nisekoi et Haikyū!!, sous le nom de Nisekyū!!, en janvier 2013[8] ;
- entre Nisekoi et Mon histoire, sous le nom de Ore Koi!!, en septembre 2013[9].

### Liste des volumes
| no | Japonais          | Japonais          | Français         | Français          |
| no | Date de sortie    | ISBN              | Date de sortie   | ISBN              |
| --- | ----------------- | ----------------- | ---------------- | ----------------- |
| 1 | 2 mai 2012        | 978-4-08-870454-8 | 4 septembre 2013 | 978-2-82030-750-7 |
| Promesse Dos du tome : Raku IchijôListe des chapitres : - Clé n°1 - Promesse (ヤクソク, Yakusoku) - Clé n°2 - Questions (シツモン, Shitsumon) - Clé n°3 - Première fois (ハジメテ, Hajimete) - Clé n°4 - Rencontre fortuite (ソウグウ, Sōgū) - Clé n°5 - Profusion (イッパイ, Ippai) - Clé n°6 - Similitudes (ニタモノ, Nitamono) - Clé n°7 - Fait-main (テヅクリ, Tedzukuri) |                   |                   |                  |                   |
| 2 | 4 juillet 2012    | 978-4-08-870470-8 | 2 octobre 2013   | 978-2-82030-776-7 |
| "Zawsze in Love" Dos du tome : Chitoge KirisakiListe des chapitres : - Clé n°8 - Visite à domicile (ホウモン, Hōmon) - Clé n°9 - Approche (セッキン, Sekkin) - Clé n°10 - Natation (スイエイ, Suiei) - Clé n°11 - Cadenas (カギアナ, Kagiana) - Clé n°12 - Révélation (ネタバレ, Netabare) - Clé n°13 - "Zawsze in love" (ザクシャ イン ラブ, Zakusha In Rabu) - Clé n°14 - Quittes (カシカリ, Kashikari) - Clé n°15 - Rivaux (ライバル, Raibaru) - Clé n°16 - Duel (ケットウ, Kettō) |                   |                   |                  |                   |
| 3 | 3 août 2012       | 978-4-08-870503-3 | 4 décembre 2013  | 978-2-82031-556-4 |
| Prénoms Dos du tome : Kosaki OnoderaListe des chapitres : - Clé n°17 - Mignonne (カワイイ, Kawaī) - Clé n°18 - Bonheur (シアワセ, Shiawase) - Clé n°19 - Visites (オミマイ, Ominai) - Clé n°20 - Manque de jugeote (ドンカン, Donkan) - Clé n°21 - Cicatrice (キズアト, Kizuato) - Clé n°22 - Source thermale (オンセン, Onsen) - Clé n°23 - Le bain des filles (オンナユ, On'nayu) - Clé n°24 - Tirage au sort (クジビキ, Kujibiki) - Clé n°25 - Prénoms (ヨビカタ, Yobikata) |                   |                   |                  |                   |
| 4 | 2 novembre 2012   | 978-4-08-870538-5 | 19 février 2014  | 978-2-82031-605-9 |
| Vérification Dos du tome : Seishirô TsugumiListe des chapitres : - Clé n°26 - Lettre d'amour (コイブミ, Kobiumi) - Clé n°27 - Détour (ヨリミチ, Yorimichi) - Clé n°28 - Fête d'anniversaire (オイワイ, Oiwai) - Clé n°29 - Vérification (カクニン, Kakunin) - Clé n°30 - La photo (シャシン, Shashin) - Clé n°31 - Après les cours (ホウカゴ, Hōkago) - Clé n°32 - Partage de parapluie (アイアイ, Aiai) - Clé n°33 - Zizanie (シュラバ, Shuraba) - Clé n°34 - Filature (ツイセキ, Tsuiseki) - Hors-série - Nouveaux mariés |                   |                   |                  |                   |
| 5 | 4 janvier 2013    | 978-4-08-870602-3 | 2 avril 2014     | 978-2-82031-678-3 |
| Typhon Dos du tome : Marika TachibanaListe des chapitres : - Clé n°35 - Explosion (バクハツ, Bakuhatsu) - Clé n°36 - Les trois clés (サンボン, Sanbon) - Clé n°37 - Salutations (アイサツ, Aisatsu) - Clé n°38 - Au boulot (ハタラク, Hataraku) - Clé n°39 - Typhon (タイフウ, Taifū) - Clé n°40 - Menteurs (ウソツキ, Usotsuki) - Clé n°41 - Chiot abandonné (ステイヌ, Suteinu) - Clé n°42 - Jour de kermesse (エンニチ, En'nichi) - Clé n°43 - Faveur céleste (ゴリヤク, Goriyaku) - Clé n°44 - Sur la plage (ウミベデ, Umibede) |                   |                   |                  |                   |
| 6 | 4 mars 2013       | 978-4-08-870630-6 | 18 juin 2014     | 978-2-82031-723-0 |
| En scène ! Dos du tome : Chitoge KirisakiListe des chapitres : - Clé n°45 - Vague à l'âme (モヤモヤ, Moyamoya) - Clé n°46 - Pièce de théâtre (エンゲキ, Engeki) - Clé n°47 - Costumes (イショウ, Ishō) - Clé n°48 - Lever de rideau (カイエン, Kaien) - Clé n°49 - En scène (ホンバン, Honban) - Clé n°50 - Rôle principal (シュヤク, Shuyaku) - Clé n°51 - Devenir (コレカラ, Korekara) - Clé n°52 - Visite médicale (ソクテイ, Sokutei) - Clé n°53 - Horoscope (ウラナイ, Uranai) |                   |                   |                  |                   |
| 7 | 4 juin 2013       | 978-4-08-870665-8 | 20 août 2014     | 978-2-82031-760-5 |
| Occasion Dos du tome : Ruri MiyamotoListe des chapitres : - Clé n°54 - Destins liés (インネン, In'nen) - Clé n°55 - Duel (ショウブ, Shōbu) - Clé n°56 - Donne-moi des cours (オシエテ, Oshiete) - Clé n°57 - Sois plus attentif (キヅイテ, Kidzuite) - Clé n°58 - Objet perdu (フンシツ, Funjitsu) - Clé n°59 - Une longue absence (ヒサビサ, Hisabisa) - Clé n°60 - Indispensable (ヒツヨウ, Hitsuyō) - Clé n°61 - Une mère (ハハオヤ, Hahaoya) - Clé n°62 - Occasion (キッカケ, Kikkake) |                   |                   |                  |                   |
| 8 | 4 septembre 2013  | 978-4-08-870805-8 | 2 octobre 2014   | 978-2-82031-799-5 |
| De justesse Dos du tome : Kosaki OnoderaListe des chapitres : - Clé n°63 - Après... (ソノアト, Sonoato) - Clé n°64 - Prêtresse (ミコサン, Mikosan) - Clé n°65 - Métamorphose (ヘンボウ, Henbō) - Clé n°66 - Changements de place (セキガエ, Sekigae) - Clé n°67 - Délicieux ! (オイシイ, Oishī!) - Clé n°68 - Mais c'est... (ソレッテ, Sorette) - Clé n°69 - De justesse (ギリギリ, Girigiri) - Clé n°70 - Menottes (テジョウ, Tejō) - Clé n°71 - Au travail ! (オシゴト, Oshigoto) - Hors-série - Jeux de bain |                   |                   |                  |                   |
| 9 | 1er novembre 2013 | 978-4-08-870838-6 | 3 décembre 2014  | 978-2-82031-894-7 |
| Vent divin Dos du tome : Haru Onodera Extra : Au Japon, le tome 9 (ISBN 978-4-08-908201-0) est sorti en édition limitée contenant un CD.Liste des chapitres : - Clé n°72 - Marathon (マラソン, Marason) - Clé n°73 - Baiser indirect (カンセツ, Kansetsu) - Clé n°74 - Gros mensonge (オオウソ, Oōso) - Clé n°75 - Vent divin (カミカゼ, Kamikaze) - Clé n°76 - La petite sœur (イモウト, Imōto) - Clé n°77 - Bosse ! (ハタラケ, Hatarake) - Clé n°78 - Rends-le moi ! (カエシテ, Kaeshite) - Clé n°79 - Quiétude (ヤスラギ, Yasuragi) - Clé n°80 - Pont suspendu (ツリバシ, Tsuribashi)                                                  |                   |                   |                  |                   |
| 10 | 4 janvier 2014    | 978-4-08-870890-4 | 11 février 2015  | 978-2-82032-708-6 |
| Celle qu'il aime Dos du tome : Seishirô TsugumiListe des chapitres : - Clé n°81 - Les bains publics (セントウ, Sentō) - Clé n°82 - Le nettoyage (オソウジ, Osōji) - Clé n°83 - Celle qui l'aime (スキナコ, Sukinako) - Clé n°84 - Amis (トモダチ, Tomodachi) - Clé n°85 - Encouragements (オウエン, Ōen) - Clé n°86 - Visite et malades (オミマウ, Omimau) - Clé n°87 - Quel jour ce sera ? (ナンノヒ, Nanohi) - Clé n°88 - Perte de mémoire (ソウシツ, Sōshitsu) - Clé n°89 - Réplique du passé (サイゲン, Saigen) |                   |                   |                  |                   |
| 11 | 4 mars 2014       | 978-4-08-880026-4 | 1er avril 2015   | 978-2-82032-002-5 |
| Le bouquet de fleurs Dos du tome : Marika TachibanaListe des chapitres : - Clé n°90 - Couleur bleue (アオイロ, Aoiro) - Clé n°91 - Frustrations (クヤシイ, Kuyashi) - Clé n°92 - Le bouquet de fleurs (ハナタバ, Hanataba) - Clé n°93 - Je veux maigrir ! (ヤセタイ, Yasetai) - Clé n°94 - Le garçon en costume d'ours (キグルミ, Kigurumi) - Clé n°95 - "Un peu beauf" (オッサン, Ossan) - Clé n°96 - Imaginaire (ソウゾウ, Sōzō) - Clé n°97 - S'il te plaît (オネガイ, Onegai) - Clé n°98 - Bonjour (オハヨウ, Ohayō) |                   |                   |                  |                   |
| 12 | 2 mai 2014        | 978-4-08-880058-5 | 10 juin 2015     | 978-2-82032-024-7 |
| La kermesse Dos du tome : Chitoge KirisakiListe des chapitres : - Clé n°99 - Impuissante (カヨワイ, Kayowai) - Clé n°100 - Tentative (オワメシ, Owameshi) - Clé n°101 - Pâtisseries (ケーキヤ, Kekiya) - Clé n°102 - Encouragements (セイエン, Seien) - Clé n°103 - Un obstacle à surmonter (コクフク, Kokufuku) - Clé n°104 - Cher Raku (ラクサマ, Raku-sama) - Clé n°105 - Tanabata, la fête du 7 juillet (タナバタ, Tanabata) - Clé n°106 - Recherches (ソウサク, Sōsaku) - Clé n°107 - La kermesse (オマツリ, Omsatsuri) |                   |                   |                  |                   |
| 13 | 4 août 2014       | 978-4-08-880152-0 | 10 juin 2015     | 978-2-82032-025-4 |
| Soulagement Dos du tome : Paula McCoyListe des chapitres : - Clé n°108 - La question (シツモン, Shitsumon) - Clé n°109 - Maladresse (ブキヨウ, Bukiyō) - Clé n°110 - La sortie à l'aquarium (オデカケ, Odekake) - Clé n°111 - Coups de foudre (ホレボレ, Horebore) - Clé n°112 - Etape par étape (ステップ, Suteppu) - Clé n°113 - L'arrière-grand-père (ジイサマ, Jisama) - Clé n°114 - Un tout petit peu (イチミリ, Ichimiri) - Clé n°115 - Soulagement (アンシン, Anshin) - Clé n°116 - Bentô (ベントウ, Bentō) |                   |                   |                  |                   |
| 14 | 3 octobre 2014    | 978-4-08-880192-6 | 19 août 2015     | 978-2-82032-162-6 |
| Frangine Dos du tome : Yui KanakuraListe des chapitres : - Clé n°117 - Maux de ventre (フクツウ, Fukutsū) - Clé n°118 - "Frangine" (ネエサン, Nēsan) - Clé n°119 - Professeure (センセイ, Sensei) - Clé n°120 - Je veux savoir ! (シリタイ, Shiritai) - Clé n°121 - "Frérot" (オトウト, Otōto) - Clé n°122 - Entretiens (メンダン, Mendan) - Clé n°123 - Affinités (ムイテル, Muiteru) - Clé n°124 - Demoiselle (レディー, Redī) - Clé n°125 - Une femme se doit de... (オンナハ, On'naha) |                   |                   |                  |                   |
| 15 | 4 décembre 2014   | 978-4-08-880222-0 | 14 octobre 2015  | 978-2-82032-197-8 |
| Miss Bonyari Dos du tome : Kosaki OnoderaListe des chapitres : - Clé n°126 - Une rivale se déclare (センゲン, Sengen) - Clé n°127 - Action-vérité (オウサマ, Ō-sama) - Clé n°128 - Le lien qui nous relie (ツナイデ, Tsuinaide) - Clé n°129 - Froideur (ツメタイ, Tsumetai) - Clé n°130 - L'interview (シュザイ, Shuzai) - Clé n°131 - Le plan (サクセン, Sakusen) - Clé n°132 - Miss Bonyari (ミスコン, Misukon) - Clé n°133 - Le duel (タイマン, Taiman) - Clé n°134 - Le cavalier (ゴシメイ, Goshimei) |                   |                   |                  |                   |
| 16 | 4 février 2015    | 978-4-08-880303-6 | 2 décembre 2015  | 978-2-82032-236-4 |
| Le sosie Dos du tome : Lu Vieh NonbihriListe des chapitres : - Clé n°135 - Chant (ウタゴエ, Utagoe) - Clé n°136 - Le sosie (ソックリ, Sokkuri) - Clé n°137 - Tant mieux ! (ヨカッタ, Yokatta) - Clé n°138 - Très favorable (ダイキチ, Daikichi) - Clé n°139 - Le discours (スピーチ, Supīchi) - Clé n°140 - Le somnifère (スイミン, Suimin) - Clé n°141 - Loyauté (セイジツ, Seijitsu) - Clé n°142 - Animaux (ドウブツ, Dobutsu) - Clé n°143 - Travaillons ensemble ! (ハタラコ, Hatarako) |                   |                   |                  |                   |
| 17 | 3 avril 2015      | 978-4-08-880330-2 | 10 février 2016  | 978-2-82032-302-6 |
| Mademoiselle Dos du tome : Seishirô TsugumiListe des chapitres : - Clé n°144 - La nuit à l'auberge (オトマリ, Otomari) - Clé n°145 - La fête du sport (タイイク, Taīku) - Clé n°146 - La perfection incarnée (カンペキ, Kanpeki) - Clé n°147 - Yui (ユイネエ, Yui-Nē) - Clé n°148 - Succession (アトツギ, Atotsugi) - Clé n°149 - Mademoiselle (オジョウ, Ojō) - Clé n°150 - Le tirage des groupes (ハンギメ, Hangime) - Clé n°151 - Problèmes en rafale (トラブル, Toraburu) - Clé n°152 - A poings fermés (グッスリ, Gussuri) |                   |                   |                  |                   |
| 18 | 4 juin 2015       | 978-4-08-880366-1 | 13 avril 2016    | 978-2-82032-356-9 |
| Touché ! Dos du tome : Marika TachibanaListe des chapitres : - Clé n°153 - Un spectacle mouvementée (カツゲキ, Katsugeki) - Clé n°154 - Trop contente ! (ウレシイ, Ureshī) - Clé n°155 - Un certain rituel (アルコト, Arukoto) - Clé n°156 - Touché ! (イチゲキ, Ichigeki) - Clé n°157 - Changement de lycée (テンコウ, Tenkō) - Clé n°158 - La question (シツモン, Shitsumon) - Clé n°159 - Une idée lumineuse (メイアン, Meian) - Clé n°160 - Je veux te revoir ! (アイタイ, Aitai) - Clé n°161 - Le piège (トラップ, Torappu) |                   |                   |                  |                   |
| 19 | 4 août 2015       | 978-4-08-880446-0 | 15 juin 2016     | 978-2-82032-472-6 |
| Liste des chapitres : - Clé n°162 - J'ai enfin compris (カツゲキ, Katsugeki) - Clé n°163 - Les pages manquantes (ウレシイ, Ureshī) - Clé n°164 - Les anneaux magiques (アルコト, Arukoto) - Clé n°165 - Le sapin légendaire (イチゲキ, Ichigeki) - Clé n°166 - J'ai hâte d'y être ! (テンコウ, Tenkō) - Clé n°167 - Le choix (シツモン, Shitsumon) - Clé n°168 - Connexion (メイアン, Meian) - Clé n°169 - Les vacances (アイタイ, Aitai) - Clé n°170 - Survie (トラップ, Torappu) |                   |                   |                  |                   |
| 20 | 4 novembre 2015   | 978-4-08-880483-5 | 17 août 2016     | 978-2-82032-488-7 |
| Liste des chapitres : - Clé n°171 - Un cœur tendre (ココロネ, Kokorone) - Clé n°172 - Prière au sanctuaire (サンパイ, Sanpai) - Clé n°173 - Métamorphoses (へンヨウ, Henyō) - Clé n°174 - Si, j'aime quelqu'un (イルワヨ, Iruwayo) - Clé n°175 - Agitation (ドウヨウ, Dōyō) - Clé n°176 - Enfantillage (オコサマ, Okosama) - Clé n°177 - A bien y réfléchir (オモエバ, Omoeba) - Clé n°178 - Passage à l'âge adulte (オトナニ, Otonani) - Clé n°179 - Injonction (メイレイ, Meirei) |                   |                   |                  |                   |
| 21 | 4 janvier 2016    | 978-4-08-880580-1 | 5 octobre 2016   | 978-2-82032-513-6 |
| Liste des chapitres : - Clé n°180 - Un regard permanent (ミテキタ, Mitekita) - Clé n°181 - A bout de souffle (ゲンカイ, Genkai) - Clé n°182 - Le pacte (ケイヤク, Keiyaku) - Clé n°183 - Le message (デンゴン, Dengon) - Clé n°184 - Le poids du devoir (オヤクメ, Oyakume) - Clé n°185 - Le duel (タタカイ, Tatakai) - Clé n°186 - Pourquoi ? (ドウシテ, Dōshite) - Clé n°187 - La prison (ロウゴク, Rōgoku) - Clé n°188 - Pour toi, Mary (マリーヘ, Mari-he) |                   |                   |                  |                   |
| 22 | 4 avril 2016      | 978-4-08-880650-1 | 14 décembre 2016 | 978-2-82032-542-6 |
| Liste des chapitres : - Clé n°189 - Le mariage (ケッコン, Kekkon) - Clé n°190 - Kidnappe-moi... (サラッテ, Saratte) - Clé n°191 - Désolés pour l'attente ! (オマタセ, Omatase) - Clé n°192 - Sentiments personnels (シジョウ, Sijō) - Clé n°193 - L'envol (トビタツ, Tobitatsu) - Clé n°194 - Rien n'est inutile (ヒトツモ, Hitotsumo) - Clé n°195 - "En plein milieu" (マンナカ, Mannaka) - Clé n°196 - Je ferai de mon mieux ! (ガンバル, Ganbaru) - Clé n°197 - Retrouve la forme ! (ゲンキニ, Genkini) |                   |                   |                  |                   |
| 23 | 3 juin 2016       | 978-4-08-880717-1 | 22 février 2017  | 978-2-82032-809-0 |
| Liste des chapitres : - Clé n°198 - Une succession de hasards (グウゼン, Gūzen) - Clé n°199 - Un véritable amour (マジコイ, Majikoi) - Clé n°200 - Prise de conscience (キヅイタ, Kidzuita) - Clé n°201 - Brise printanière (ハルカゼ, Harukaze) - Clé n°202 - Pour de bon (シンケン, Sinken) - Clé n°203 - Un nouveau départ (ハジマリ, Hajimari) - Clé n°204 - Opportunité (チャンス, Chansu) - Clé n°205 - Ce qu'on appelle l'amour (ソウヨブ, Sōyobu) - Clé n°206 - Un jour, peut-être... (イツカハ, Itsukaha) - Clé n°207 - L'université (ダイガク, Daigaku)                                                                         |                   |                   |                  |                   |
| 24 | 4 août 2016       | 978-4-08-880749-2 | 19 avril 2017    | 978-2-82032-835-9 |
| Liste des chapitres : - Clé n°208 - Un exemple à suivre (アコガレ, Akogare) - Clé n°209 - Un partenaire importun (ヤッカイ, Yakkai) - Clé n°210 - Une double décision (キメタノ, Kimetano) - Clé n°211 - La nuit des étoiles filantes (ホシフルヨルニ, Hoshihuruyoruni) - Clé n°212 - Au revoir (バイバイ, Bye-Bye) - Clé n°213 - La suite (ツヅキガ, Tsudzuikiga) - Clé n°214 - Localisation (イドコロ, Idokoro) - Clé n°215 - "Je l'aime !" (スキナノ, Sukinano) - Clé n°216 - Révélations (シンソウ, Sinsō) - Clé n°217 - La grande décision (キマッタ, Kimatta)                                                                       |                   |                   |                  |                   |
| 25 | 4 octobre 2016    | 978-4-08-880805-5 | 14 juin 2017     | 978-2-82032-861-8 |
| Liste des chapitres : - Clé n°218 - Une vague impression (ナンダカ, Nandaka) - Clé n°219 - En fin de compte... (ヤッパリ, Yappari) - Clé n°220 - La dernière page (サイゴノ, Saigono) - Clé n°221 - La vérité (シンジツ, Shinjitsu) - Clé n°222 - Ce n'était pas moi... (ニセモノ, Nisemono) - Clé n°223 - Pris au dépourvu (イヒョウ, Ihyō) - Clé n°224 - Je ne peux pas (デキナイ, Dekinai) - Clé n°225 - La déclaration (コクハク, Kokuhaku) - Clé n°226 - Les adieux (ケツベツ, Ketsubetsu) - Clé n°227 - Nisekoi (ニセコイ, Nisekoi) - Clé n°228 - Le départ (タビダチ, Tabidachi) - Dernière clé - la promesse (ヤクソク, Yakusoku) |                   |                   |                  |                   |

## Anime
Une adaptation en série télévisée d'animation est annoncée dans le magazine Weekly Shōnen Jump sorti le 3 juin 2013. Elle est produite par le studio Shaft et réalisée par Akiyuki Shinbo et est diffusée depuis le 11 janvier 2014. La série s'est terminée en mai 2014 et compte un total de vingt épisodes. Dans les pays francophones, la série est diffusée en streaming sur le site Anime Digital Network et sur la chaine de télévision Mangas. Kazé édite la série en DVD et Blu-ray entre avril et juillet 2015. Elle est aussi diffusée en Amérique et Afrique du Sud par Crunchyroll.
Un OAV adaptant les chapitres 58 et 64 du manga est sorti le 3 octobre 2014 avec l'édition limitée du tome 14. Un deuxième OAV adaptant les chapitres 65 et 71 est sorti le 4 février 2015 avec l'édition limitée du tome 16. Un troisième OAV adaptant le chapitre 81 est sorti le 3 avril 2015 avec la sortie du tome 17.
Une seconde saison est annoncée sur le bandeau promotionnel sur la jaquette du tome 14 du manga. Celle-ci est diffusée à partir du 10 avril 2015 sur Tokyo MX. Comme pour la première saison, elle est diffusée en streaming sur le site Anime Digital Network.

### Liste des épisodes

#### Saison 1
| No                   | Titre français      | Titre japonais | Titre japonais | Date de 1re diffusion |
| No                   | Titre français      | Kanji          | Rōmaji         | Date de 1re diffusion |
| -------------------- | ------------------- | -------------- | -------------- | --------------------- |
| 1                    | Promesse            | ヤクソク       | Yakusoku       | 11 janvier 2014       |
| [Chapitre 1]         |                     |                |                |                       |
| 2                    | Rencontre fortuite  | ソウグウ       | Sōgū           | 18 janvier 2014       |
| [Chapitres 2-3-4]    |                     |                |                |                       |
| 3                    | Similaires          | ニタモノ       | Nitamono       | 25 janvier 2014       |
| [Chapitres 5-6]      |                     |                |                |                       |
| 4                    | Visites             | ホウモン       | Hōmon          | 1er février 2014      |
| [Chapitres 8-9]      |                     |                |                |                       |
| 5                    | Natation            | スイエイ       | Suiei          | 8 février 2014        |
| [Chapitres 10-11]    |                     |                |                |                       |
| 6                    | Quittes             | カシカリ       | Kashikari      | 15 février 2014       |
| [Chapitres 12-13-14] |                     |                |                |                       |
| 7                    | Rivaux              | ライバル       | Raibaru        | 22 février 2014       |
| [Chapitres 15-16-17] |                     |                |                |                       |
| 8                    | Bonheur             | シアワセ       | Shiawase       | 1er mars 2014         |
| [Chapitres 18-20-21] |                     |                |                |                       |
| 9                    | Sources thermales   | オンセン       | Onsen          | 8 mars 2014           |
| [Chapitres 21-22-23] |                     |                |                |                       |
| 10                   | Tirage au sort      | クジビキ       | Kujibiki       | 15 mars 2014          |
| [Chapitres 24-25]    |                     |                |                |                       |
| 11                   | Fête d'anniversaire | オイワイ       | Oiwai          | 22 mars 2014          |
| [Chapitres 27-28]    |                     |                |                |                       |
| 12                   | Vérification        | カクニン       | Kakunin        | 29 mars 2014          |
| [Chapitres 29-30-31] |                     |                |                |                       |
| 13                   | Après les cours     | ホウカゴ       | Hōkago         | 5 avril 2014          |
| [Chapitres 31-32]    |                     |                |                |                       |
| 14                   | Zizanie             | シュラバ       | Shuraba        | 12 avril 2014         |
| [Chapitres 33-34-35] |                     |                |                |                       |
| 15                   | Les 3 clefs         | サンボン       | Sanbon         | 19 avril 2014         |
| [Chapitres 36-37]    |                     |                |                |                       |
| 16                   | Typhon              | タイフウ       | Taifū          | 26 avril 2014         |
| [Chapitres 38-39]    |                     |                |                |                       |
| 17                   | Jour de kermesse    | エンニチ       | Ennichi        | 3 mai 2014            |
| [Chapitres 42-43]    |                     |                |                |                       |
| 18                   | À la plage          | ウミベデ       | Umibede        | 10 mai 2014           |
| [Chapitres 44-45-46] |                     |                |                |                       |
| 19                   | La pièce            | エンゲキ       | Engeki         | 17 mai 2014           |
| [Chapitres 46-47-48] |                     |                |                |                       |
| 20                   | En scène !          | ホンバン       | Honban         | 24 mai 2014           |
| [Chapitres 49-50]    |                     |                |                |                       |

#### Saison 2
| No | Titre français                      | Titre japonais                             | Titre japonais                             | Date de 1re diffusion |
| No | Titre français                      | Kanji                                      | Rōmaji                                     | Date de 1re diffusion |
| --- | ----------------------------------- | ------------------------------------------ | ------------------------------------------ | --------------------- |
| 1 | Devenir & Sois plus attentif        | コレカラ／キヅイテ                         | Korekara / Kidzuite                        | 10 avril 2015         |
| [Chapitres 51 & 57]                                                                                       |                                     |                                            |                                            |                       |
| 2 | Destins liés & Duel                 | インネン／ショウブ                         | In'nen / Shōbu                             | 17 avril 2015         |
| [Chapitres 54 & 55]                                                                                       |                                     |                                            |                                            |                       |
| 3 | Indispensable                       | ヒツヨウ                                   | Hitsuyō                                    | 24 avril 2015         |
| [Chapitres 59-60]                                                                                         |                                     |                                            |                                            |                       |
| 4 | Une Mère                            | ハハオヤ                                   | Hahaoya                                    | 1er mai 2015          |
| [Chapitres 61-62-63]                                                                                      |                                     |                                            |                                            |                       |
| 5 | Donne-moi des cours & Cher Raku     | オシエテ／ラクサマ                         | Oshiete / Raku-sama                        | 8 mai 2015            |
| [Chapitres 56 & 104]                                                                                      |                                     |                                            |                                            |                       |
| 6 | Délicieux !                         | オイシイ                                   | Oishī                                      | 15 mai 2015           |
| [Chapitres 67-68-69]                                                                                      |                                     |                                            |                                            |                       |
| 7 | La Petite Sœur                      | イモウト                                   | Imōto                                      | 22 mai 2015           |
| [Chapitres 75-76]                                                                                         |                                     |                                            |                                            |                       |
| 8 | Magical pâtissière Kosaki & Bosse ! | マジカルパティシエ小咲ちゃん!! ／ ハタラケ | Majikarupatishie Kosaki-chan! ! / Hatarake | 29 mai 2015           |
| Cet épisode adapte la série dérivée Magical Pâtissier Kosaki-chan, et le chapitre 77 de l'œuvre originale |                                     |                                            |                                            |                       |
| 9 | Le Nettoyage & Visite et malades    | オソウジ／オミマウ                         | Osouji / Omimau                            | 5 juin 2015           |
| [Chapitres 82 & 86]                                                                                       |                                     |                                            |                                            |                       |
| 10 | Encouragements                      | オウエン                                   | Ōen                                        | 12 juin 2015          |
| [Chapitres 83-84-85]                                                                                      |                                     |                                            |                                            |                       |
| 11 | Je veux maigrir ! & Bonjour         | ヤセタイ／オハヨウ                         | Yasetai / Ohayō                            | 19 juin 2015          |
| [Chapitres 93 & 98]                                                                                       |                                     |                                            |                                            |                       |
| 12 | Recherches & Tentative              | ソウサク／オタメシ                         | Sōsaku / Otameshi                          | 26 juin 2015          |
| [Chapitres 106 & 100]                                                                                     |                                     |                                            |                                            |                       |

#### OAV
| No                     | Titre français                | Titre japonais      | Titre japonais     | Date de 1re diffusion |
| No                     | Titre français                | Kanji               | Rōmaji             | Date de 1re diffusion |
| ---------------------- | ----------------------------- | ------------------- | ------------------ | --------------------- |
| OAV 1                  | Perte / Jeune fille de temple | フンシツ / ミコサン | Funjitsu / Mikosan | 3 octobre 2014        |
| [Chapitres 58 / 64]    |                               |                     |                    |                       |
| OAV 2                  | Changement / Travail          | ヘンボウ/ オシゴト  | Henbo / Oshigoto   | 4 février 2015        |
| [Chapitres 65 / 71]    |                               |                     |                    |                       |
| OAV 3                  | Bains Publics / Service       | セントウ / サ一ビス | Sentō / Sābisu     | 3 avril 2015          |
| [Chapitres 81 / 105.5] |                               |                     |                    |                       |

### Musiques
| Début           | Début | Début   | Fin        | Fin                | Fin                                                   |
| Épisodes        | Titre | Artiste | Épisodes   | Titre              | Artiste                                               |
| --------------- | ----- | ------- | ---------- | ------------------ | ----------------------------------------------------- |
| 1 - 14 + OAV 1  | Click | ClariS  | 1 - 7      | Heart Pattern      | Nao Tōyama                                            |
| 1 - 14 + OAV 1  | Click | ClariS  | 8, 10 - 13 | Recover Decoration | Kana Hanazawa                                         |
| 1 - 14 + OAV 1  | Click | ClariS  | 9 - 11     | Order×Order        | Yumi Uchiyama                                         |
| 15 - 20 + OAV 2 | Step  | ClariS  | 15 - 17    | TRICK BOX          | Mikako Komatsu                                        |
| 15 - 20 + OAV 2 | Step  | ClariS  | 18 - 19    | Hanagonomi         | Kana Asumi                                            |
| 15 - 20 + OAV 2 | Step  | ClariS  | 20         | Sōzō Diary         | Kana Hanazawa, Nao Tōyama, Mikako Komatsu, Kana Asumi |

### Doublage
| Personnages      | Voix japonaises | Voix françaises    |
| ---------------- | --------------- | ------------------ |
| Raku Ichijō      | Kōki Uchiyama   | Adrien Solis       |
| Chitoge Kirisaki | Nao Tōyama      | Frédérique Marlot  |
| Kosaki Onodera   | Kana Hanazawa   | Marie Nonnenmacher |
| Shū Maiko        | Yūki Kaji       | Arnaud Laurent     |
| Claude           | Takehito Koyasu | Benjamin Pascal    |
| Marika Tachibana | Kana Asumi      | Caroline Combes    |
| Seishirō Tsugumi | Mikako Komatsu  | Pascale Chemin     |
| Ruri Miyamoto    | Yumi Uchiyama   | Nathalie Bienaimé  |
| Yoshino          | Haruo Yamagishi | Yann Pichon        |
| Kyoko            | Hitomi Nabatame | Mélanie Anne       |
| Ryu              | Nobuyuki Hiyama | Jérémy Zylberberg  |
| Honda            | Yō Taichi       | Bérangère Rochet   |

- Version française
  - Société de doublage : Time-Line Factory[29]
  - Direction artistique : Mélanie Anne[29]
  - Enregistrement et montage : Yohann Abrikh, Erwan Le Gall, Guillaume Sablon[29]

## Produits dérivés

### Roman
Un roman intitulé Nisekoi: Urabana (ニセコイ ウラバナ), écrit par Hajime Tanaka, est publié au Japon par Shueisha. Le premier volume est sorti le 4 juin 2013 au Japon, et trois tomes sont sortis au 3 avril 2015.

### Jeux vidéo
Chitoge Kirisaki apparait en tant que personnage de soutien dans le jeu vidéo J-Stars Victory Vs sorti en mars 2014 sur PlayStation 3 et PlayStation Vita. Elle montre la capacité de réapparaître instantanément derrière l'adversaire même si elle est au loin, pour envoyer une claque à ce dernier : ce qui aura pour effet de stopper temporairement les appels de soutien de l'adversaire.
Un jeu vidéo, Nisekoi: Yomeiri!?, développé par Konami a été annoncé en mai 2014 et est sorti sur PlayStation Vita le 27 novembre 2014 au Japon.
Chitoge Kirisaki apparait également comme costume déblocable dans Super Mario Maker.

### Série dérivée
Une série dérivée, intitulée Nisekoi, Kosaki Magical Pâtissière et écrite par Taishi Tsutsui, est publiée à partir du 1er décembre 2014 sur la plateforme Shonen Jump+. La version française est publiée par Kazé.